# Søslaget ved Jylland
Søslaget ved Jylland eller Slaget om Skagerrak foregik 31. maj og 1. juni 1916. Slaget var det første og eneste totale slagskib-søslag under 1. verdenskrig mellem den tyske og den britiske flåde. Efter søslaget hævdede begge sider at have vundet.

## Generel maritim krigstaktik anno 1916
Den generelle maritime taktik i 1916 gik ud på at lade flåden sejle i parallelle kølvandsformationer, hvorved risikoen for torpedoer blev minimeret. Under selve slaget samledes flåden i én linje på tværs af den fjendtlige flåde, hvorved det maksimale antal kanoner kunne affyres mod fjenden, der alene ville kunne anvende sine forreste kanoner. Begge sider ville ofte forsøge denne taktik, hvorfor den sjældent lykkedes. Resultatet var ofte en kraftig udveksling af ild mellem to flåder på nogenlunde samme parallelle kurs.

## Tysk strategi for søslaget ved Jylland
I 1916 havde nederlaget ved Verdun og den stigende effektive flådeblokade ført til, at den tyske regering forsøgte at standse (eller i det mindste svække) den maritime kontrol udført af den britiske flåde. Det tyske håb var at stationere et stort antal ubåde uden for den britiske flådes baser og derefter lokke den ud. Den tyske slagkrydsereskadre under admiral Hipper skulle forlade Wilhelmshaven og forhåbentlig lokke den britiske slagkrydsereskadre under admiral David Beatty ud. Efter en udmattelseskrig med de tyske ubåde ville briterne herefter blive lokket mod deres destruktion af admiral Hipper, som ville føre den engelske flåde mod de tyske slagskibe under viceadmiral Reinhard Scheer.

## Britisk strategi for søslaget ved Jylland
Briterne kendte til de tyske planer gennem radioaflytninger, og en flåde af 24 slagskibe og tre slagkrydsere forlod Scapa Flow under admiral John Jellicoe, før admiral Hipper forlod Jade den 30. maj. Jellicoes plan var at mødes med Beattys fire slagskibe og seks slagkrydsere i Skagerrak 145 kilometer vest for Jylland. Sammen skulle de vente på tyskerne.

## Styrkerne
Tyskerne ville for alt i verden undgå en direkte kamp med den britiske flåde. Dens overvægt var massiv – 33 slagskibe mod tyskernes 18. Under selve slaget var Jellicoes styrke på 28 slagskibe og 9 slagkrydsere, mens Scheer havde 16 slagskibe og 5 slagkrydsere. Forskellen i styrkeforholdet er større, end tallene umiddelbart viser, idet 6 af de tyske slagskibe (2. eskadre) var fra 1904-1906 og forældede mht. fart, pansring og skyts, og de britiske kanoner var generelt af større kaliber end de tyske. Den britiske flåde havde også overvægt i de mindre fartøjer. Vægtmæssigt kunne briterne stille med 732.728 tons mod 295.896 tons. Den britiske overlegenhed blev udlignet af enkelte tekniske faktorer. De tyske kanoner var mere præcise, de tyske skibe havde tykkere pansring mod granater og torpedoer, og deres konstruktion indebar, at dørene bedre kunne holde vand ude. Tyskernes panserbrydende granater var også mere effektive end de britiske granater. Af vital betydning var også, at de britiske kanoner anvendte et ustabilt drivmiddel, og at nogle af deres skibes (Dreadnought-typens) ammunitionsmagasiner ikke var godt beskyttet, ved en træffer i et kanontårn ville ilden brede sig til magasinet, og skibet eksplodere. Endelig havde briterne utrolig dårlig kommunikation mellem de enkelte skibe.

## Slaget
De tyske ubåde viste sig at være totalt ineffektive. De sænkede ikke et eneste skib og gav ingen væsentlige informationer som spejdere. Jellicoes flåde fortsatte uskadt og med forkerte efterretninger om tyskernes position. Flådens efterretningstjeneste havde viderebragt en oplysning om, at tyskerne var ni timer senere på den, end de var.
Klokken 14:20 den 31. maj rapporterede udkigsmænd fra Beattys styrke fjendtlige fartøjer mod sydøst. Beatty satte sin flåde i bevægelse for at afskære disse skibe fra deres base. Klokken 15:30 så han Hippers krydsere i på vej mod nordvest. Hipper drejede øjeblikkeligt for at føre Beatty mod Scheer. Klokken 15:45, da begge flåder var cirka parallelle med en afstand på cirka 13,7 km begyndte Hipper og Beatty at udveksle ild. Klokken cirka 16:05 eksploderede Indefatigable (to overlevende), og klokken 16:25 eksploderede Queen Mary (tyve overlevende). Beatty udtalte: "Det ser ud til, at der er noget galt med vores pokkers skibe i dag". Klokken cirka 16:30 meldte en udkig fra Beattys styrker at have set Scheers 16 slagskibe. Beatty besluttede at lede sine skibe sejle mod nord for at føre de tyske skibe mod Jellicoe. Hermed brød han kontakten med tyskerne cirka klokken 16:45, og første fase af søslaget sluttede hermed. Denne fase betegnes som "jagten mod syd". Bemærkelsesværdigt nok sendte Beatty ingen beskeder til Jellicoe mellem 16:40 og 18:10, og den besked, som Jellicoe endelig modtog, indikerede, at hele den tyske flåde var aktiv. Beattys omgruppering mod nord mod Jellicoe bliver kaldt "jagten mod nord".
Jellicoe stod nu over for væsentlige beslutninger. Med et højt estimat på antallet af fjendtlige fartøjer var det nødvendigt at vide præcis, hvor de tyske styrker befandt sig, så han kunne føre sin flåde fra seks parallelle rækker over til en lige linje på det rigtige tidspunkt. Jellicoe havde valget mellem at dreje ud mod vest eller øst, men manøvren skulle udføres, før tyskerne nåede frem. En for tidlig deployering kunne dog forhindre en afgørende træfning. Deployering mod vest ville bringe hans flåde tættere mod Scheer. Det var væsentligt, da skumringen var på vej. Denne manøvre ville kunne opdages af Scheer. Deployering mod øst ville føre styrken væk fra Scheer, men ville øge chancen for at møde Scheers flåde i 'T'et, og samtidig ville Jellicoes flåde have fordelen af silhuetter af Scheers styrker i vest. Deployeringen ville tage tyve minutter, og de to flåder var i høj fart på vej mod hinanden. Jellicoe beordrede deployering mod øst klokken 18:10.
Scheer så den britiske flåde cirka klokken 18:30. Den befandt sig foran ham på tværs i en lige linje. Efter en kort skudveksling (hvorunder Invincible under admiral Hood blev sænket med kun seks overlevende), beordrede Scheer klokken 18:33 sin flåde til at foretage en 180 graders drejning og flygte. Under en sky af røg og dis lykkedes det Scheers styrker at undgå sammenstød med de britiske styrker. Jellicoe fortsatte mod syd, fast besluttet på at holde den tyske flåde vest for sig, og lidt efter kl. 19 fik han igen Scheer i sigte. Scheer havde ladet sine skibe dreje østpå, dels i håb om at overraske briterne, som måtte formodes at antage at han holdt samme sydlige kurs som de selv, dels for at undgå at give briterne lejlighed til at beskyde den tyske flåde bagfra, hvor de tyske skibe ville være næsten forsvarsløse.
Scheer drejede altså østpå, vinkelret på Jellicoes kurs, og kom under voldsom beskydning. Den britiske flåde kunne notere 37 træffere i løbet af episodens ca. 25 minutter, mens tyskerne kun var i stand til at sætte to træffere ind. Atter drejede Scheer fra og flygtede, imens han lod sine slagkrydsere affyre torpedoer for at afskrække briterne fra at følge efter, og denne gang lykkedes det ham at undslippe. Efterhånden som søslaget gik over i natlige sammenstød mellem destroyere, gættede Jellicoe forkert. Han styrede mod syd i forventning om, at Scheer ville holde samme kurs og sejle mod Ems, men et kort slag med tyske styrker klokken 20:20 var det sidste møde mellem hovedstyrkerne, og Jellicoes spejdere opdagede ikke, at den tyske hovedstyrke havde lagt kursen om og stod mod nordvest i retning mod Horns Rev. I den tidlige morgen var Scheers styrker ude af farezonen, og da Jellicoe endelig fik efterretninger om dette klokken 4:15, var der ikke andre muligheder end at vende tilbage til basen.

## Gennemgang af tab
Briterne mistede fjorten skibe på i alt 111.000 tons og 6.784 mænd. Tyskerne mistede elleve skibe på i alt 62.000 tons og 3.058 mænd. Men med hensyn til skibe, som kunne kæmpe, da dagen var slut, havde briterne 24 slagskibe og slagkrydsere. Tyskerne havde kun 10. Hermed havde briterne stadig overtaget til søs. For briterne kunne søslaget ses som et taktisk tab, men en strategisk gevinst. Tyskerne forlod valpladsen, briterne blev og var klar igen den følgende dag.
Designet og den dårlige brug af slagkrydsere var de væsentligste faktorer i briternes tabstal. Søslaget ses ofte som en demonstration på den britiske flådes underlegne teknologi i forhold til den tyske flåde. Nu blev forsigtigheden, udvist af Jellicoe, også nævnt som en årsag til tabstallet, men det skal bemærkes, at Scheer ikke søgte en direkte kamp, og med to flåder i samme hastighed er det svært at bekæmpe en fjende, der undgår kamp. På den anden side var Scheer måske heldig på kampdagen, og Jellicoe var uheldig, fordi søslaget begyndte sent på dagen. Tyskerne stod ikke mere til søs i denne krig.

### Tab

#### Britiske
- Slagkrydsere (dreadnoughts): Indefatigable, Queen Mary, Invincible
- Panserkrydsere: Black Prince, Warrior, Defence
- Destroyere: Tipperary, Shark, Sparrowhawk, Turbulent, Ardent, Fortune, Nomad, Nestor

De britiske tabstal blev 6.094 dræbte, 674 sårede og 177 fanger- i alt 6.945 (6.768 dræbte og sårede).

### Tyske
- Slagkrydser: Lützow
- Slagskib: Pommern
- Krydsere: Frauenlob, Elbing, Rostock, Wiesbaden
- Torpedobåde: V48, S35, V27, V4, V29

De tyske tabstal blev 2.551 dræbte og 507 sårede - i alt 3.058.

## Mindeparken for Jyllandsslaget
I 2016 blev der i Thyborøn indviet en mindepark på 100-årsdagen for slaget med skulpturer af kunstneren Paul M. Cederdorff.